# Ateliers Teixeira Automobiles
O ATA foi o primeiro automóvel português, concebido pelos irmãos Alberto e Henrique Dias Teixeira e apresentado em 1914 no primeiro Salão Automóvel do Porto, que decorreu no Palácio de Cristal. A fábrica ATA (Ateliers Teixeira Automobiles), por questões operacionais ligadas a um maior desenvolvimento industrial, foi construída na cidade de Trooz, na Bélgica, mas o investimento e a distribuição eram portugueses. No entanto o advento da Grande Guerra de 1914-18 alterou o destino da fábrica, que cessou a produção. Em 1919 deixou de existir como ATA, passando a pertencer ao industrial Mathieu van Roggen.